# موزان مارني
موزان مارني (بالفارسية: مژان مارنو) (بالإنجليزية: Mozhan Marnò)‏ هي كاتِبة وممثلة إيرانية وأمريكية، ولدت في 3 مايو 1980 بلوس أنجلوس في الولايات المتحدة.

## أعمال

### أفلام
- (2007) حرب تشارلي ويلسون
- (2008) رجم ثريا[4]
- (2014) فتاة تذهب للمنزل وحيدة في الليل[5]

### مسلسلات
- بيت البطاقات
- القائمة السوداء

{نهاية تحديث آلي|مسلسلات}}

## ترشيحات
- Satellite Award for Best Actress in a Supporting Role [الإنجليزية]‏، عن عمل: رجم ثريا (2009)

## وصلات خارجية
- موزان مارني على موقع IMDb (الإنجليزية)
- موزان مارني على موقع ميتاكريتيك (الإنجليزية)
- موزان مارني على موقع روتن توميتوز (الإنجليزية)
- موزان مارني على موقع قاعدة بيانات الأفلام العربية
- موزان مارني على موقع قاعدة بيانات الأفلام العربية
- موزان مارني على موقع ألو سيني (الفرنسية)
- موزان مارني على موقع أول موفي (الإنجليزية)
- موزان مارني على موقع قاعدة بيانات الأفلام السويدية (السويدية)
- موزان مارني على موقع قاعدة بيانات الفيلم (الإنجليزية)
- موزان مارني على موقع ليتربوكسد (الإنجليزية)